# Chloroclystis derasata
Espèce
Synonymes
- Gullaca derasata Bastelberger, 1905
- Chloroclystis chlamydata de Joannis, 1906
- Chloroclystis jansei Prout, 1937

Chloroclystis derasata est une espèce d'insectes de l'ordre des lépidoptères (papillons), de la famille des Geometridae.
On trouve cette espèce en Afrique au sud du Sahara, y compris sur les îles de Cabo Verde et les îles de l'océan Indien.
Elle a une envergure d'environ 14-18mm.
On peut distinguer les mâles et femelles par leurs ailes antérieures : les bordures des ailes des mâles ont une forme convexe.